# 木村晃健
木村 晃健（きむら こうけん、1974年4月5日 - ）は、日本のお笑いタレント。本名は木村 豊（きむら ゆたか）。
埼玉県上福岡市（現在のふじみ野市）出身。現在はフリーランス。
峰崎部屋所属の元大相撲力士で、現役時代の四股名は三杉豊高暁（みすぎゆたか たかあき）。

## 略歴・人物
力士を志して峰崎部屋に入門し、1993年（平成5年）1月場所に翔鶴山（しょうかくざん）の四股名で初土俵を踏んだ。1995年（平成7年）5月場所より四股名を三杉豊（みすぎゆたか）と改名したが伸び悩み、1999年（平成11年）9月場所を以って現役を引退した。最高位は東三段目60枚目。
力士時代のキャリアを活かし、アマチュア時代に本名の木村豊として、『とんねるずのみなさんのおかげでした』の名物コーナー「細かすぎて伝わらないモノマネ選手権」に第2回から第6回まで5回連続出場。貴乃花親方のものまねで人気を博し、同番組の「世界お笑い水泳2005」という企画に「貴乃鼻親方」名義で出演し、選手宣誓に当たる「奉納土俵入り」の大役を務め、MVPも授与された。
現在でも趣味で相撲を続けており、小学生や中学生への指導を定期的に行っている。
また、近年はアマチュア相撲大会にも積極的に参加しており、2010年靖国神社相撲大会では4位、第1回スギヨCUPビーチ相撲大会では3位の成績を残し、その後2010年8月7日に開催された日本相撲協会認定の昇段試験において初段を獲得。
『TVチャンピオン』では、「スーパーデブ王選手権」に出場し、結果は準優勝。この時は歌って踊れるデブを目指していた。同番組の「デカ盛り王選手権」にも出場経験がある。また、『学校へ行こう!』のコーナー「癒し系ミュージシャン」では、「ヒットマンブギウギバンド」のメンバーだった。
2008年のM-1グランプリでは、当時同じ事務所だった小林アナとのコンビ「ランニングパス」で出場し、2回戦まで進出。
2011年2月7日の『とくダネ!』では八百長認定を受けた清瀬海の相撲を再現した。
私生活では献血をこよなく愛し、その回数は150回を超える。本人は「献血をもっと広めていきたい」と常に口にしている。
また、邦画『男はつらいよ』をこよなく愛し、発売されているビデオシリーズは全て収集するほどのマニアである。

## ものまねのレパートリー

### 大相撲
- 尾車親方（元大関琴風）
- 元大関大麒麟
- 小錦
- 元横綱琴櫻
- 貴乃花親方（元横綱）
- 龍虎
- 武蔵川親方（元横綱三重ノ海）
- 逸ノ城

### 格闘家
- 曙
- 謙吾
- 小比類巻太信
- 五味隆典
- 戦闘竜
- 田村潔司
- ミノワマン

### その他
- 石原慎太郎
- 大八木淳史
- 吉田朋生
- 鍛治舎巧
- 枝野幸男
- ケンドーコバヤシ
- 立川談志
- 三遊亭白鳥

## 主な出演

### テレビ
- ウィーケストリンク（フジテレビ）
- インパクト!（フジテレビ）
- にっぽん愉快家族（NHK総合）
  - にっぽん愉快家族スペシャル～爆笑!マネマネバトル100連発（2004年3月21日、NHK総合）
- とんねるずのみなさんのおかげでした（フジテレビ）「博士と助手〜細かすぎて伝わらないモノマネ選手権〜」の第2回-第6回に一般参加者として。
- ビバビバパラダイス（岩手めんこいテレビ他）準レギュラー
- 中井正広のブラックバラエティ（日本テレビ）野球選手のモノマネが出来ないのに、「野球モノマネシリーズ」にほぼ毎回出演している。
- SRS（フジテレビ）「にてんのか! 〜格闘技モノマネ人類最強決定戦〜」で準優勝。
- ワッチミー!TV×TV（BSフジ）- 「笑劇場」
- 帰ってこさせられた33分探偵 第12話（2009年4月11日、フジテレビ） - 芸人 役
- ついていったらこうなった 悪徳商法緊急報告会（2009年3月26日・2009年10月9日、フジテレビ）
- クギづけ（日本テレビ）
- ものまねバトル☆CLUB（日本テレビ）
- 情報プレゼンター とくダネ!（フジテレビ）

### ラジオ
- bayfm78（2010年）大相撲のスポーツコメンテーター
- 大相撲花道レポート（2010年）「花道レポート」のレポーター
- サンプラザ中野くんのDO NIGHT!?（2008年-2009年、文化放送）「からだ張ります」のからはりモニターメンバー1号

### DVD
- にてんのか! 〜格闘技モノマネ人類最強決定戦〜完全版（2008年、フジテレビ・ポニーキャニオン）
- とんねるずのみなさんのおかげでした 博士と助手 細かすぎて伝わらないモノマネ選手権（2010年、フジテレビ・エイベックス・マーケティング ）

### TVCM
- NTT東日本 フレッツ光 定期健診・相撲クラブ編（2013年）
- ソフトバンク スマ放題
- スマートニュース
- アース製薬 ゴキブリホイホイ

## 大相撲時代の成績
| | 一月場所 初場所（東京） | 三月場所 春場所（大阪） | 五月場所 夏場所（東京） | 七月場所 名古屋場所（愛知） | 九月場所 秋場所（東京）    | 十一月場所 九州場所（福岡） |
| --- | ----------------------- | ----------------------- | ----------------------- | --------------------------- | -------------------------- | --------------------------- |
| 1993年 （平成5年） | （前相撲）              | 東序ノ口42枚目 3–4      | 西序二段181枚目 6–1     | 東序二段85枚目 4–3          | 西序二段53枚目 2–5         | 東序二段81枚目 3–4          |
| 1994年 （平成6年） | 東序二段102枚目 6–1     | 東序二段28枚目 1–6      | 西序二段70枚目 4–3      | 東序二段49枚目 3–4          | 西序二段70枚目 2–5         | 東序二段99枚目 5–2          |
| 1995年 （平成7年） | 東序二段52枚目 3–4      | 東序二段78枚目 4–3      | 東序二段52枚目 3–4      | 東序二段71枚目 4–3          | 西序二段47枚目 3–4         | 西序二段65枚目 4–3          |
| 1996年 （平成8年） | 東序二段39枚目 5–2      | 西序二段筆頭 3–4        | 東序二段24枚目 3–4      | 西序二段48枚目 3–4          | 西序二段70枚目 4–3         | 東序二段46枚目 4–3          |
| 1997年 （平成9年） | 西序二段24枚目 5–2      | 東三段目86枚目 3–4      | 西序二段8枚目 4–3       | 東三段目90枚目 3–4          | 東序二段8枚目 4–3          | 西三段目88枚目 4–3          |
| 1998年 （平成10年） | 東三段目71枚目 2–5      | 東三段目96枚目 4–3      | 西三段目79枚目 4–3      | 東三段目60枚目 3–4          | 東三段目72枚目 3–4         | 東三段目86枚目 4–3          |
| 1999年 （平成11年） | 西三段目68枚目 3–4      | 西三段目82枚目 2–5      | 西序二段11枚目 0–6–1    | 東序二段66枚目 休場 0–0–7   | 西序二段136枚目 引退 4–3–0 | x                           |
| 各欄の数字は、「勝ち-負け-休場」を示す。 優勝 引退 休場 十両 幕下 三賞：敢=敢闘賞、殊=殊勲賞、技=技能賞 その他：★=金星 番付階級：幕内 - 十両 - 幕下 - 三段目 - 序二段 - 序ノ口 幕内序列：横綱 - 大関 - 関脇 - 小結 - 前頭（「#数字」は各位内の序列） |                         |                         |                         |                             |                            |                             |